# 非裔烏克蘭人
非裔烏克蘭人，是指生活在烏克蘭的黑人和他們與烏克蘭人的後裔。
他們多同時說俄語與烏克蘭語，他們人口不詳但多分布於大城市如哈爾科夫和基輔。